# Onafhankelijk Toneel

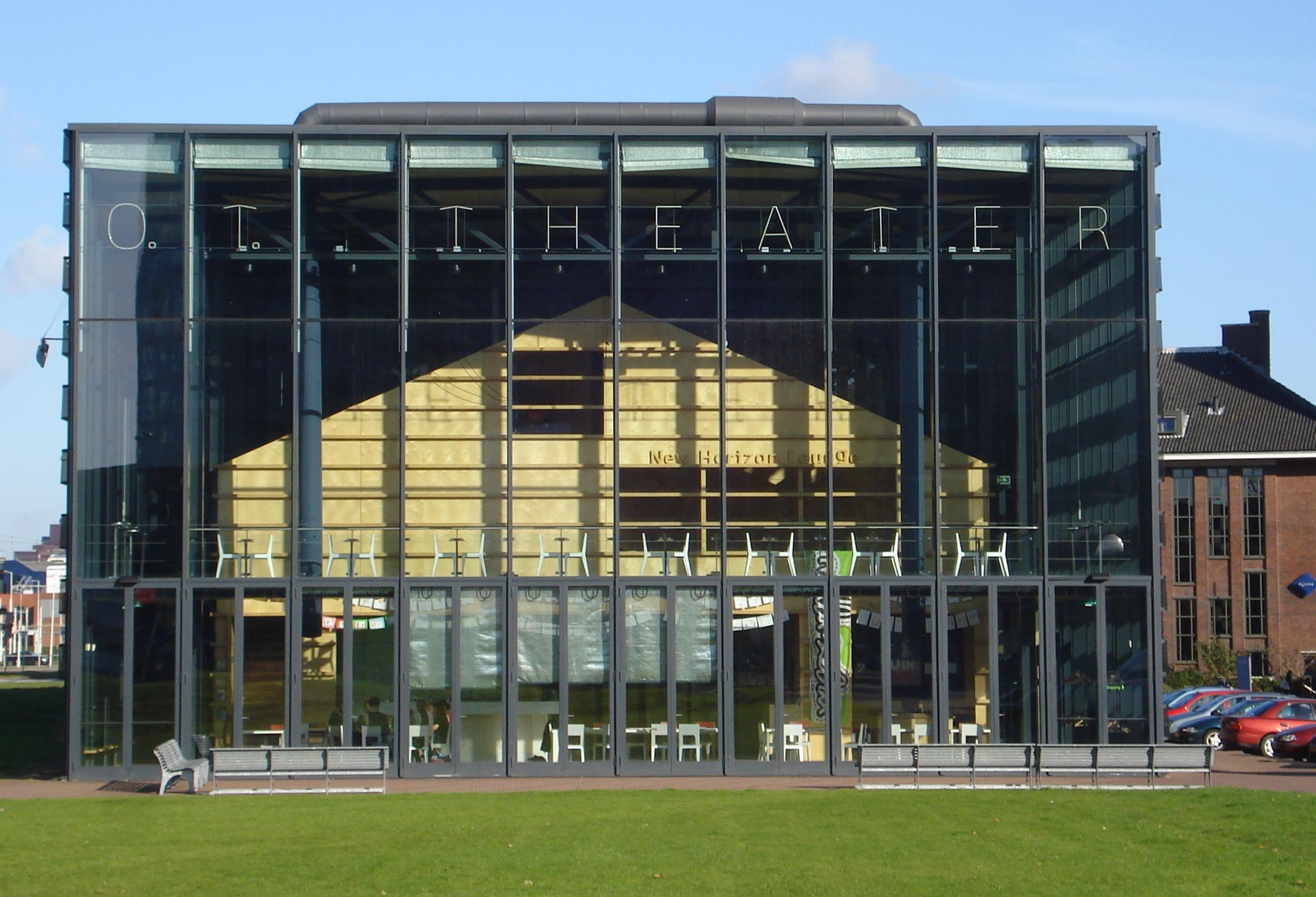
OT-theater in Rotterdam in 2008. (Thuisbasis van het Onafhankelijk Toneel in de laatste periode).

Het Onafhankelijk Toneel (OT) was een Nederlandse toneelgroep die van 1972 tot en met 2012 heeft bestaan.

## Geschiedenis
Het Onafhankelijk Toneel werd in 1972 in Amsterdam opgericht door negen jonge theatermakers (Jan Joris Lamers, Gerrit Timmers, Mirjam Koen, Fred van der Hilst, Ditha van der Linden, Herman Naber, Truus te Selle, Marianne van der Velde en Edwin de Vries). In 1973 vertrok het gezelschap naar Rotterdam, waar het zich in 40 jaar ontwikkelde tot een toneelgroep met een multidisciplinair karakter en met meer gast/acteurs, zoals Kees Hulst, Paul Gieske, Matin van Veldhuizen, Matthias de Koning en Els Ingeborg Smits. Het bracht toneel, muziektheater, opera, familievoorstellingen, jongerenvoorstellingen en danstheatervoorstellingen met amateurs en professionals.
In 1983 keerden de toenmalige leden  Jan Joris Lamers, Matthias de Koning en Titus Muizelaar terug naar Amsterdam en richtten daar Maatschappij Discordia op. Gerrit Timmers en Mirjam Koen nodigden dansers-choreografen Ton Lutgerink en Amy Gale en acteur-beeldend kunstenaar Dirk Groeneveld uit toe te treden tot Studio's Onafhankelijk Toneel. Van 1984 tot 2012 bestond de artistieke leiding uit Gerrit Timmers, Mirjam Koen en Ton Lutgerink. In januari 2012 overleed Ton Lutgerink. In september 2012 maakte het OT bekend dat het zichzelf aan het eind van dat jaar zou opheffen vanwege het wegvallen van subsidiegelden.

## Prijzen
In de loop der jaren heeft OT de Albert van Dalsumprijs (2x), de Dommelsch Theaterprijs (2x), de Emmy van Leersumprijs, de Zilveren Dansprijs, de Prijs van de Kritiek, de Prosceniumprijs, de Louis d'Or, de Theo d'Or, de Zilveren Krekel, de Sonia Gaskellprijs, de Mimeprijs, de Zilveren Zwaan en de Gouden Zwaan gewonnen.

## Premiere
Een jaar na de opheffing van het OT, ging in september 2013, 34 jaar na voltooiing, en dus 34 jaar te laat, de documentaire Het Onafhankelijk toneel speelt Sloppengarga (1979) van Theo Uittenbogaard in première in theater Kriterion te Amsterdam, in aanwezigheid van bijna de gehele cast en crew van het OT uit 1979.